# Fúrás (fémmegmunkálás)
A fúrás olyan forgácsolási eljárás, munkafolyamat, amikor tömör anyagba készítünk furatot. Furatbővítés pedig az, amikor a már meglévő furatot nagyobb átmérőjű furattá munkálják meg. A forgácsolómozgást és az előtolómozgást végezheti a munkadarab is és a szerszám is. A fúrást többféle eszközzel lehet végezni: kéziszerszámmal és szerszámgépekkel (fúrógéppel,  esztergagéppel, fúró-maróművel stb.). Fúrógépeken a forgácsolómozgást és az előtolómozgást is a szerszám végzi. A legjellegzetesebb megmunkáló szerszám a csigafúró.

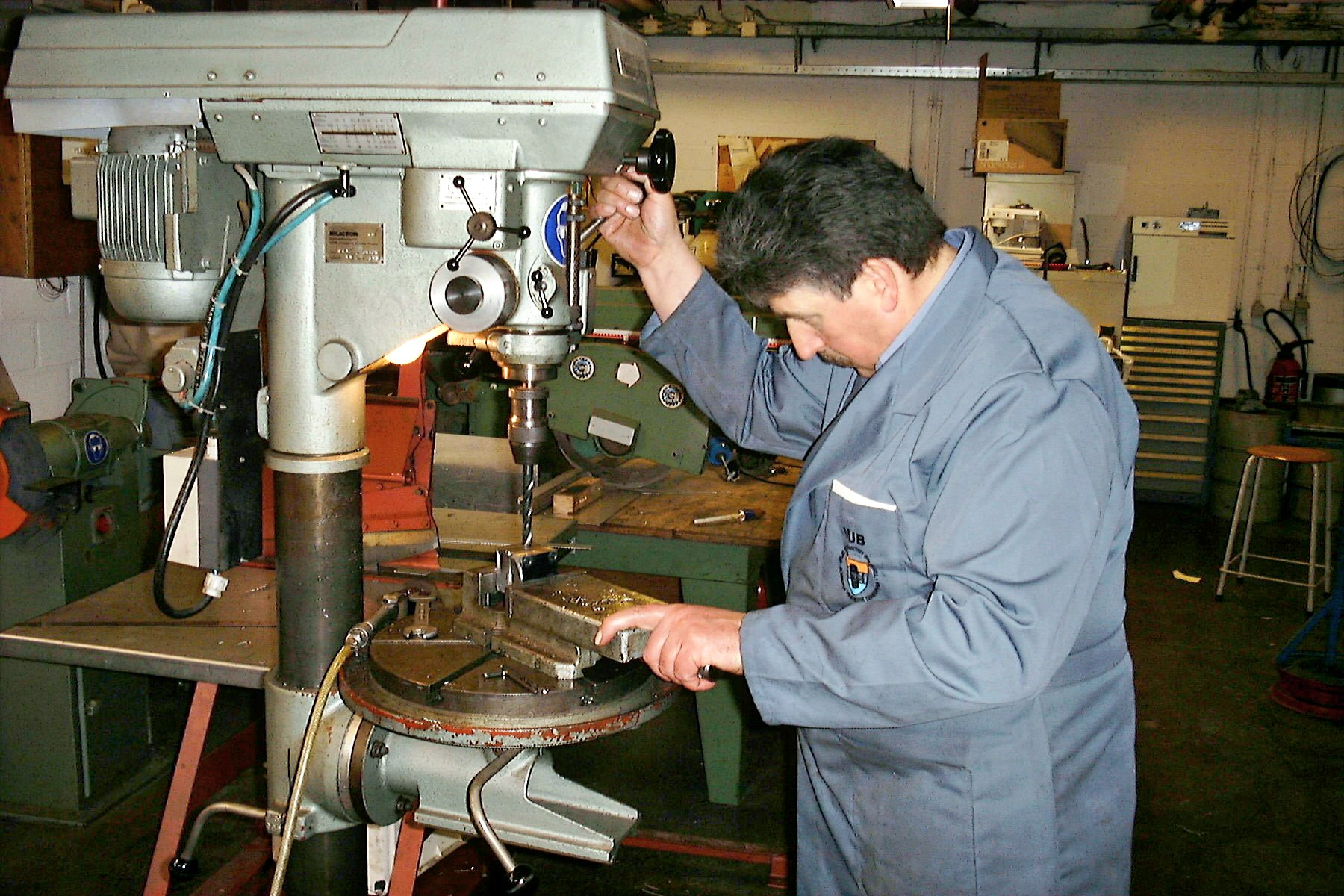
Fúrás oszlopos fúrógépen

## A fúrás szerszámai

### Csigafúrók

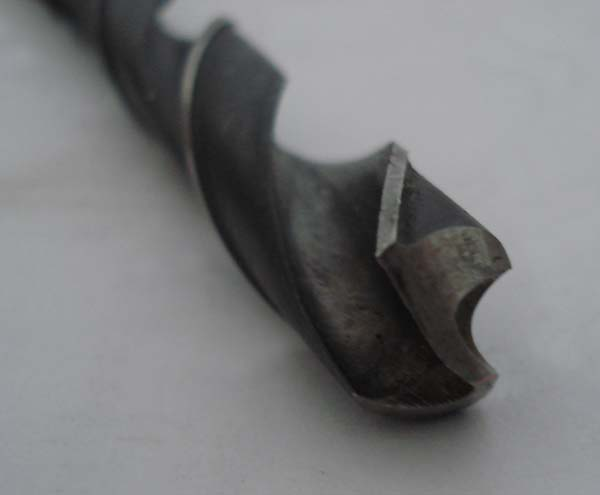
Csigafúró hegye

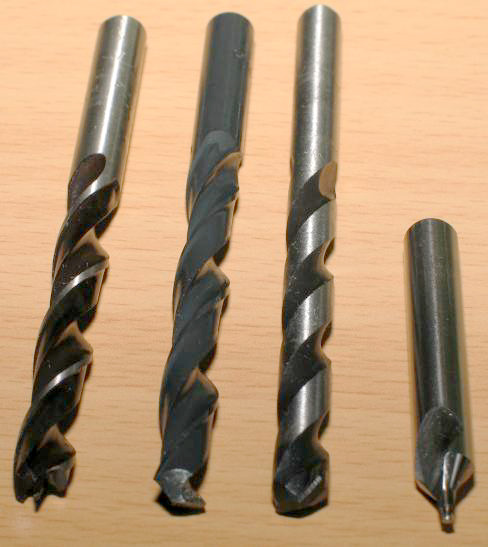
Különböző hengeresszárú fúrók (fa-, fém-, beton- és központfúró)

A legfontosabb és legelterjedtebb fúrószerszám a csigafúró, amelynek elsődleges feladata a telibefúrás, de alkalmazható furatbővítésre, felfúrásra is. Csigafúrókat 0,1–80 mm közötti átmérőhatárok között gyártanak.
A csigafúró egy olyan hengeres testű, kétélű, szabályos élgeometriájú szerszám, amelynek kúpos hegyén a két főélt úgy alakítják ki, hogy a fúró dolgozó részén két spirálisan végigfutó hornyot marnak ki. A fúráskor keletkező súrlódás csökkentésére a csigafúró hengeres felületét úgy lemunkálják, hogy csak egy keskeny szalagot hagynak meg. Ez a szalag vezeti a fúrót a furatban, és ezen mérhető a csigafúró átmérője is. Annak érdekében, hogy fúráskor a dolgozó rész be ne szoruljon a furatba, enyhén kúposra (1:1000) készítik.
A fúró két főélét a keresztél köti össze, amely nagyon kedvezőtlen forgácsolási viszonyok között dolgozik, mert gyakorlatilag kaparja az anyagot. Ezzel magyarázható, hogy csigafúróval végzett fúráskor az előtoló erő csaknem azonos nagyságú a főforgácsoló erővel.
A csigafúrón kialakított hornyoknak az a feladata, hogy elvezesse a forgácsot a furatból. Ennek érdekében a horony csavarvonal-szerűen helyezkedik el a szerszámon. A lélek a fúró tengelyvonala körül elhelyezkedő, a hornyokat belülről érintő képzeletbeli henger, átmérője azonos a keresztéllel. A lélek átmérőjét szilárdsági okok miatt nem nagyon lehet csökkenteni, pedig a forgácsolási viszony ezt kívánná. Ezért átmeneti megoldásként a lélek átmérőjét a fúró hegyénél a lehető legkisebbre veszik, amely a szár felé folyamatosan növekszik, ezáltal a képzeletbeli hengerből képzeletbeli kúp lesz.

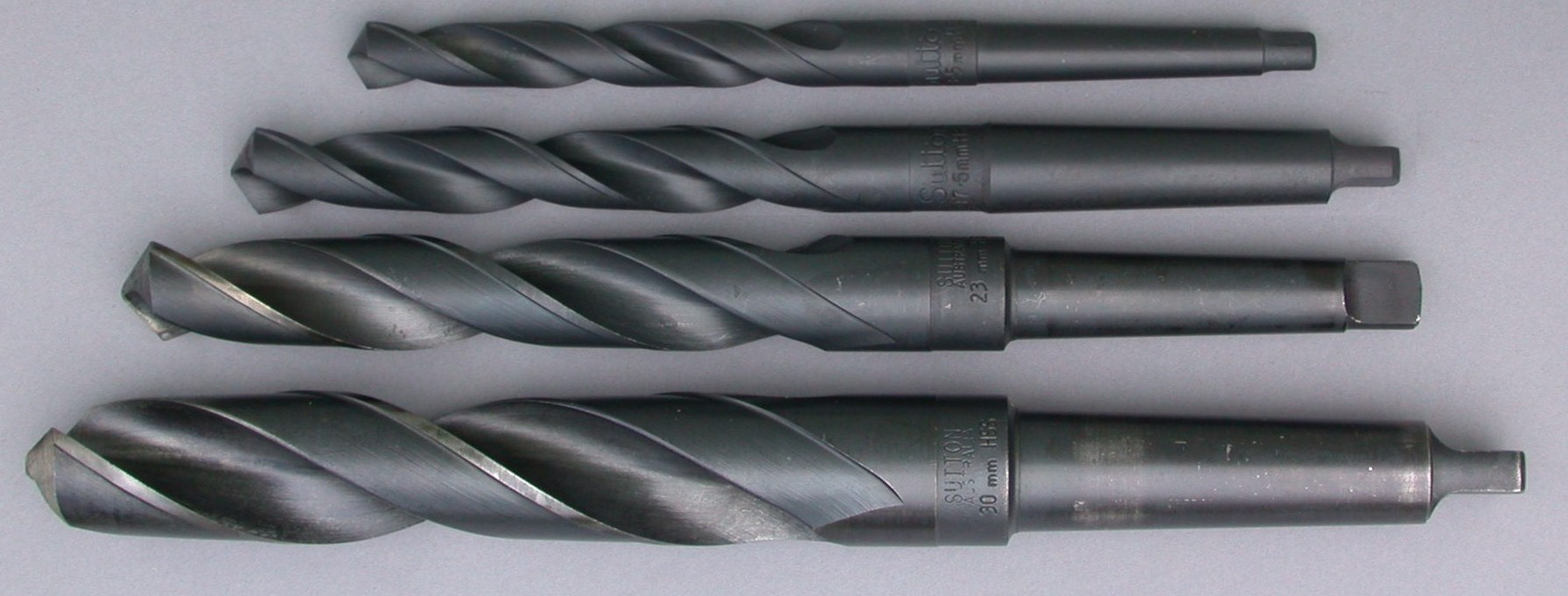
Kúpos szárú csigafúrók

A csigafúrók hengeres és kúpos szárral készülnek. A hengeres szárú csigafúrót tokmányba vagy szorítóhüvelybe lehet befogni. Hengeres szárral csak 30 mm-nél kisebb átmérőjű csigafúrók készülnek. A fúrótokmányban a szerszámot három, ferde elhelyezésű, egymástól 120°-ra lévő pofa szorítja, amelyeket a szorítókulccsal forgatott és a recézett hüvelybe erősített kúpos menetű gyűrű mozgat lefelé (szorítás), vagy felfelé (lazítás).
A kúpos szárú csigafúrót a szerszámgép Morse-kúpos furatába lehet befogni, szükség esetén csökkentő kúpos hüvely közbeiktatásával. A fúráshoz szükséges csavarónyomatékot a kúp adja át. A szár végén levő lap feladata az, hogy lehetővé tegye a fúrónak a hüvelyből való kiütését.

### Laposfúrók
A korszerű, merev felépítésű számjegyvezérlésű esztergák nagy teljesítményű fúrószerszáma a laposfúró. A keményfémbetétes kések alakja egyszerű, könnyen cserélhető. A használatos átmérőtartomány: 25–128 mm. A szerszámszalag 0,1/50 arányban hátrafelé kúpos.

### Központfúrók

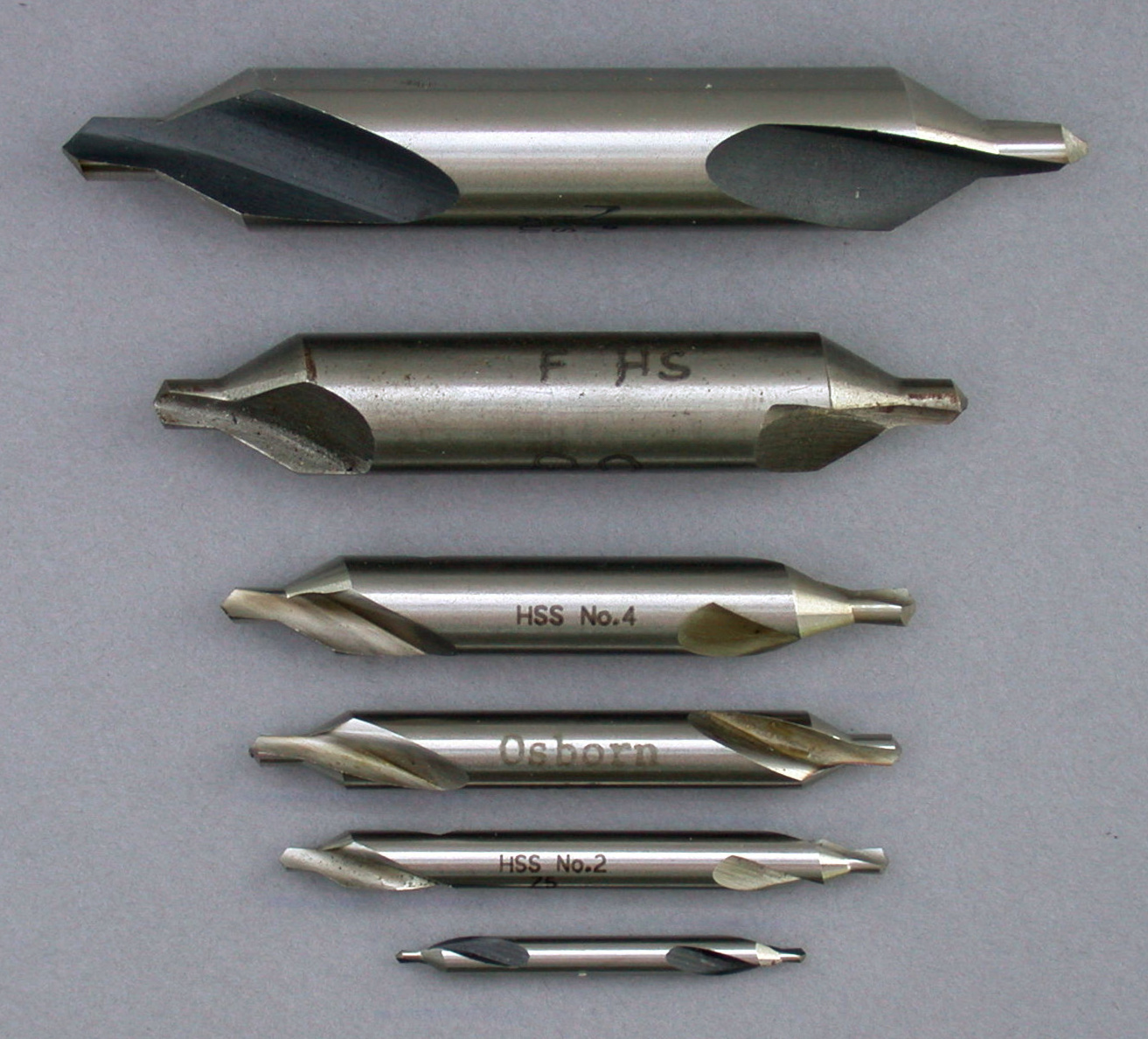
Központfúrók

Ha a munkadarabot csúcsok közé kell befogni, akkor központfuratokra (csúcsfészkekre) van szükség. Ezeket a furatokat rendszerint szabványos központfúrókkal készítik. A központfúró lényegében a fúró és a kúpsüllyesztő párosításából származó kombinált szerszám. A központfúrók védősüllyesztő nélkül és védősüllyesztővel készülnek. A védőkúpos központfúró szerszám a 60°-os kúpon kívül még egy rövidebb, 120°-os kúpot is készít, ami a 60°-os központosító kúp külső szélének elverődésétől, sérülésétől védi meg a furatot.
A központosító furatokat alakhűen és pontosan kell megmunkálni, ellenkező esetben a felületi nyomás vagy a kúpfelületen, vagy a csúcson nagyon megnő, ami berágódáshoz vezethet. Fontos a kitámasztó csúcs és a központosító furat kúpfelületének pontos illeszkedése, azonos kúpszöge és egytengelyűsége.

## A furatbővítés szerszámai
A furatbővítés szerszámai a süllyesztők, a fúrórudak és a dörzsárak. Ezek közül a dörzsárak kizárólag befejező megmunkáláshoz valók.

### Süllyesztők

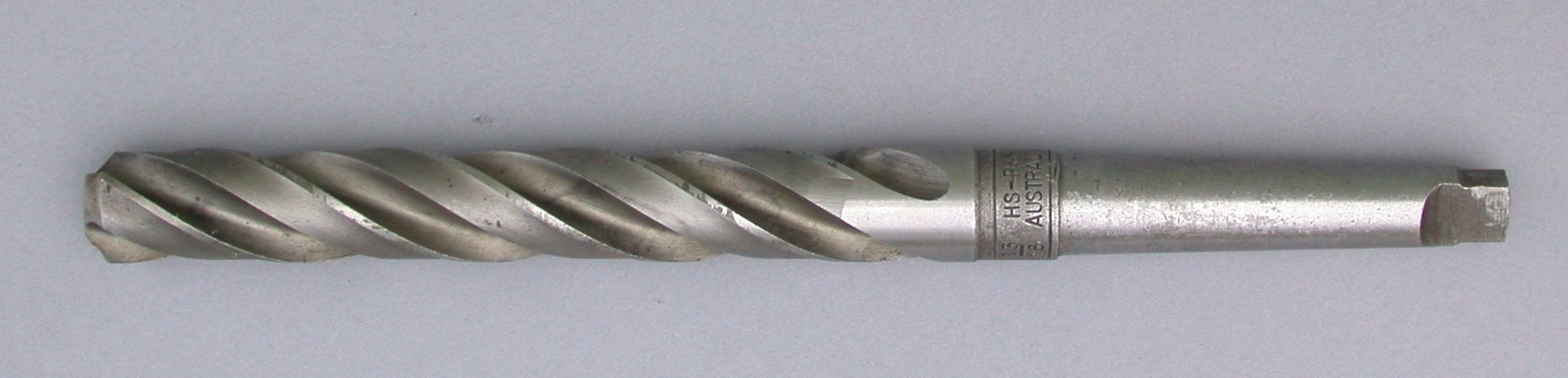
Csigasüllyesztő

Nagy furatok készítésekor minden esetben célszerű kis átmérőjű csigafúróval elvégezni a telibefúrást, majd az átmérőt süllyesztővel kell a kívánt méretre bővíteni. A süllyesztők főbb típusai a csigasüllyesztő, a kúpsüllyesztő és csapos süllyesztő.
A csigasüllyesztő a csigafúrónál merevebb háromélű szerszám, amelynek nincs keresztéle, ezért a furatbővítést nagyobb anyagleválasztási sebességgel végzi, mint a fúró. A csigasüllyesztőnek nincs csúcsa, az elején van egy 60°-os vágókúp, ezután következik a hengeres dolgozó rész, amelynek átmérője kb. 0,1 mm/100 mm-t csökken a szár felé.
A kúpsüllyesztőket csúcsfuratok és kúpos csavarfejfészkek készítésére használják.  45, 60, 75, 90 és 120° kúpnyílásszöggel készülnek, előfúrt furatok bővítésére.
A csapos süllyesztőt (fejsüllyesztőt) hengeres csavarfejek fészkeinek a készítéséhez használják. Négyélű szerszám. A vezetőcsap a süllyesztés egytengelyűségét biztosítja a kisebb furattal.

### Fúrórudak
Elterjedt furatbővítő szerszámok az egyélű furatkések és a változatos kivitelű fúrórudak, amelyeket főleg vízszintes fúró-maró műveken, de más szerszámgépeken is alkalmaznak. A fúrórudak állandó átmérőjű, vagy lépcsős furatok megmunkálására is alkalmasak. A kések rögzítése, utánállítása különböző szerkezeti megoldásokkal lehetséges.

### Dörzsárak
A dörzsárak gondos kezelést igénylő, befejező megmunkáló többélű szerszámok. Szükség esetén a dörzsölést két lépésben kell elvégezni, nagyoló és simító dörzsárral. A forgó főmozgást kézzel vagy géppel lehet biztosítani. Ennek megfelelően van kézi és gépi dörzsár. A dörzsár önvezető szerszám, mindig követi az előfurat irányát és helyzetét.
A dörzsárak dolgozó részének főbb elemei:
- bekezdő kúp (45°) – bevezeti a szerszámot,
- forgácsoló kúp – forgácsol,
- vezető rész – méretet biztosít (kalibrál),
- hátsó kúp – a beszorulást akadályozza meg.

## Fúrógépek
A fúrógépek megfelelően kialakított szerszámmal tömör anyagba végzett fúrásra, előfúrt, előöntött, előkovácsolt, vagy előlyukasztott furatok bővítésére, illetve alakos furatok megmunkálására alkalmasak egyedi és sorozatgyártásban. A fúrógépek jellemzője, hogy a forgácsoló mozgást (forgó mozgás) és az előtolómozgást is a gép orsójába fogott szerszám végzi. A szerszámgépek szerkezeti felépítésük szerint lehetnek egy- és többorsós fúrógépek, fúróművek és különleges fúrógépek.

### Kézi fúrógépek

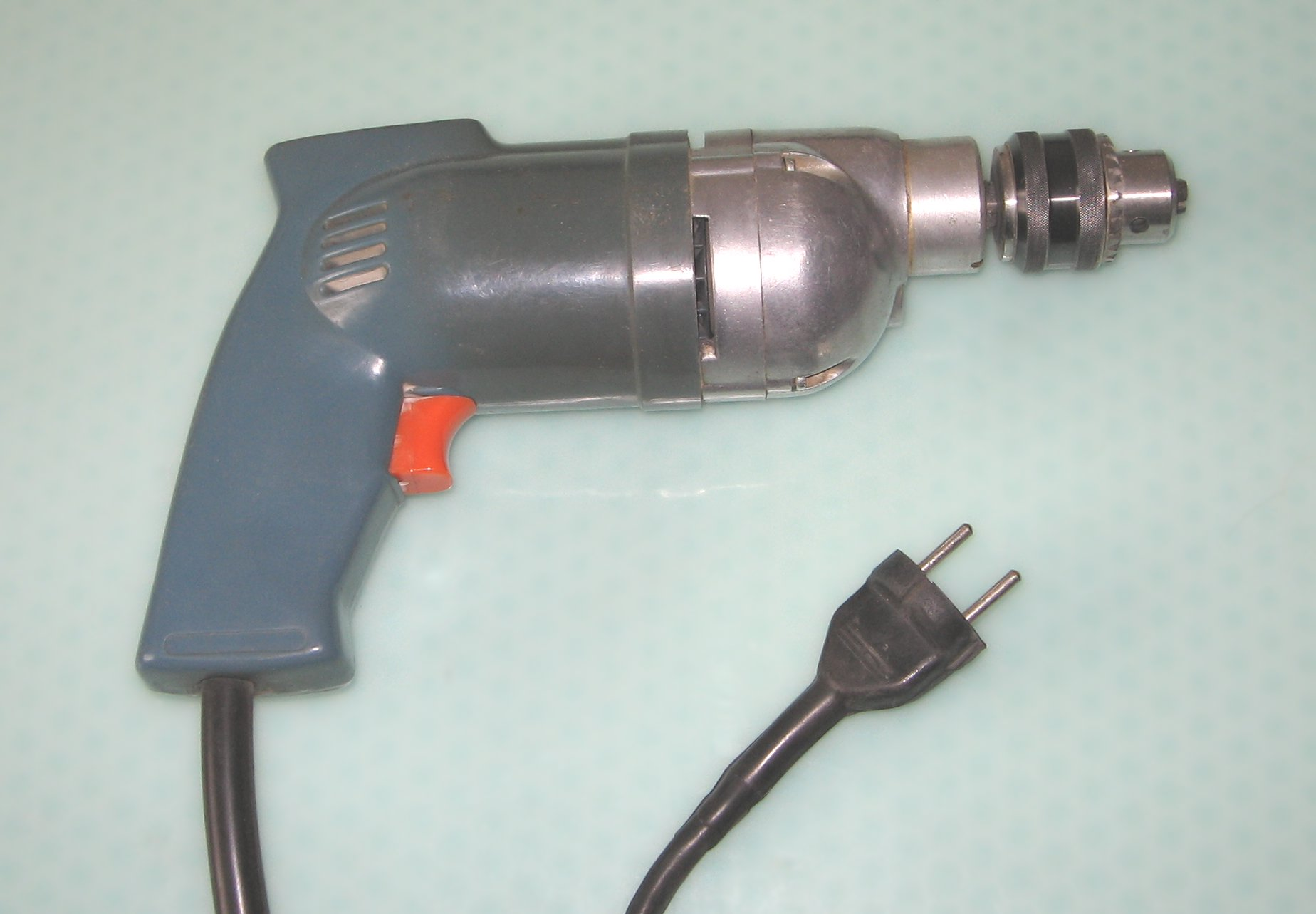
Elektromos fúrógép

A kézi elektromos fúrógépek maximum 10–13 mm átmérőjű furatok készítéséhez alkalmasak. Általában 450 W körüli motorral hajtják meg. A hobbi kategóriába tartozó fúrógépeket gyakran ütvefúró funkcióval is ellátják, ami alkalmassá teszi tégla- és betonfal fúrására. Vannak kézi erővel hajtható fúrógépek is (amerikánerek), amik csak lágyabb munkadarabok (pl. fa, műanyag) megmunkálására alkalmasak. A kézi fúrógépek pontossága nem közelítheti meg a fúró szerszámgépek pontosságát, és elsősorban vékony darabok fúrására alkalmasak.

### Asztali fúrógépek
Az asztali fúrógépek egyszerű szerkezeti felépítésű gépek, maximum 10–15 mm átmérőjű furatok készítéséhez alkalmasak kézi előtolással. A főhajtómű három vagy négy fokozatú ékszíjtárcsás hajtómű. Az egyes fokozatokat úgy lehet beállítani, hogy az ékszíjat a kívánt fordulatszámmal megfelelő átmérőjű tengelyrészre helyezik át. Mivel az előtolás kézi, mellékhajtómű nincs. Az előtolást egy karral mozgatott fogaskerék  és fogasléc segítségével valósítják meg. Az előtoló kar elengedésekor a fúróorsót rugó vagy súlyterhelés viszi vissza eredeti helyzetébe. A munkadarabot közvetlenül az asztalra, alátétre helyezve, vagy gépsatuba fogva fúrják.

### Állványos fúrógépek
Az állványos fúrógépek közepes és nagyobb méretű munkadarabok fúrására alkalmasak, 40–60 mm maximális furatátmérőig. Az üreges alaplapban van a hütő-kenő folyadék. Az állvány négyzet keresztmetszetű üreges öntvény. Ebben helyezik el a főhajtóművet, a mellékhajtóművet, az orsóhüvelyt a fúróorsóval és az ellensúlyt. Az állvány mellső részén van a fecskefarok alakú függőleges vezeték, ezen csúszik a konzolos kiképzésű asztal. Az asztal magassági irányban állítható és tetszés szerinti helyzetben rögzíthető. T alakú hornyaiban rögzíthető a munkadarab vagy a készülék. A főhajtómű fogaskerekes fokozathajtómű, amely a motortól kapott forgómozgást módosítja, és az orsóhüvelyen keresztül a főorsónak továbbítja. A mellékhajtómű ugyancsak fogaskerekes fokozathajtómű, amely a főhajtásról levezetett forgómozgást lelassítja, és a fogaslécen keresztül a fúróorsónak továbbítja.

### Oszlopos fúrógépek

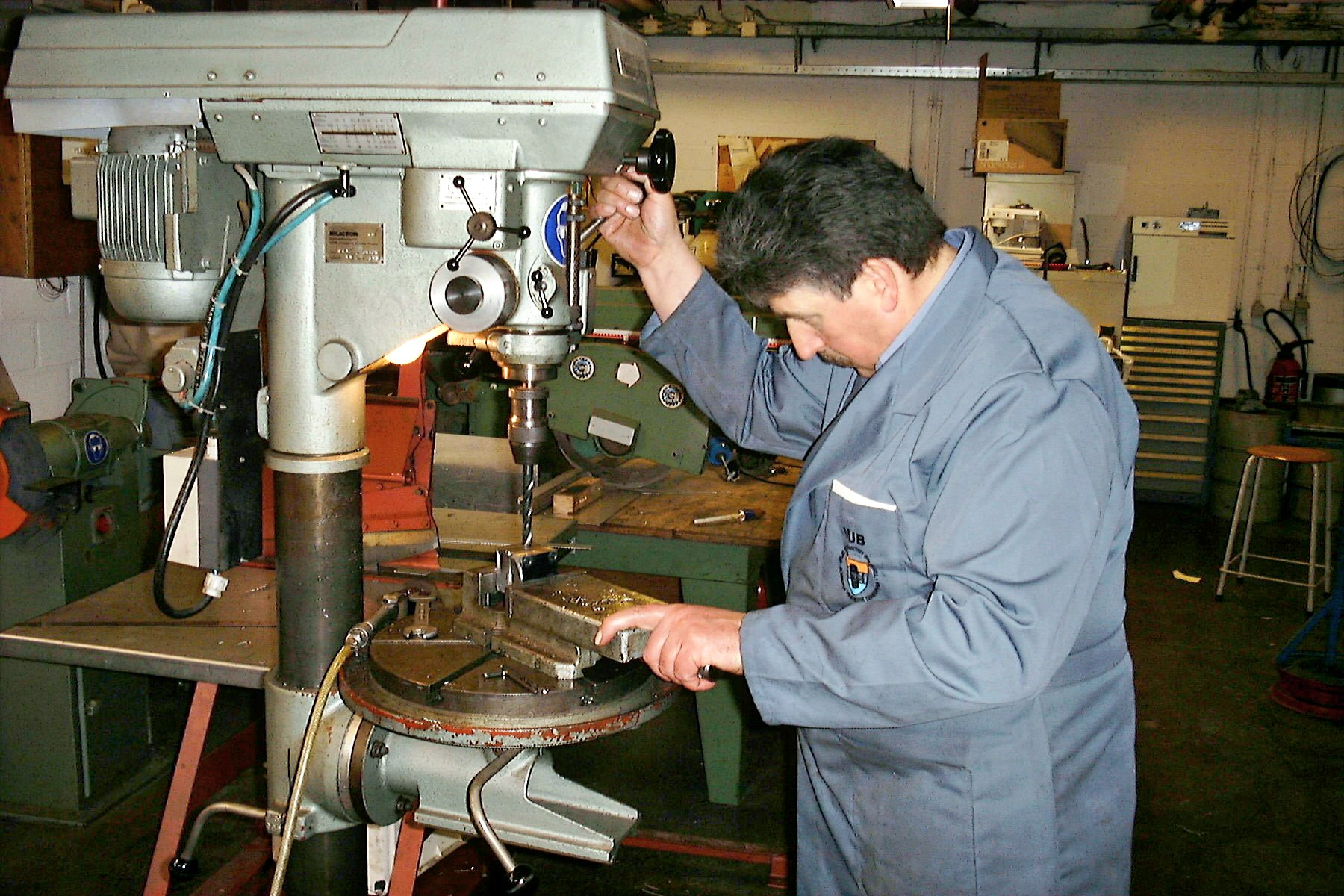
Fúrás oszlopos fúrógépen

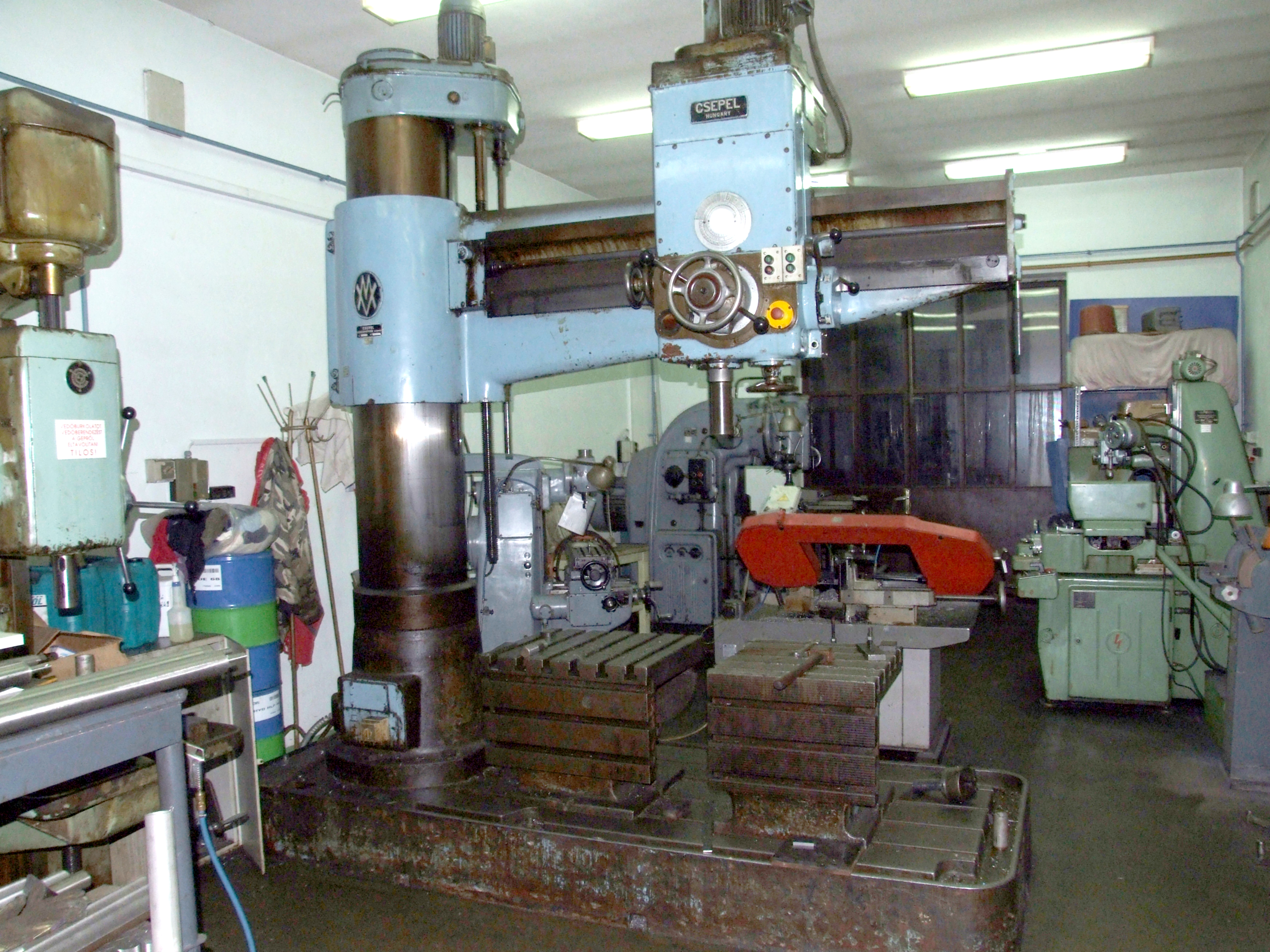
Sugárfúrógép

Az oszlopos fúrógépeken közepes nagyságú munkadarabok fúrhatók, max. 40 mm furatátmérőig. Szerkezeti felépítése gyakorlatilag megegyezik az állványos fúrógéppel. A gép állványa az oszlop, ami egy vastag falú cső. Ezen állítható függőleges irányban a konzolos asztal, amely függőleges tengely körül elfordítható. A kör alakú asztal felfogólapja excentrikus, ami a munkadarab finomabb beállítását teszi lehetővé. Az egyszerűbb és kisebb méretű oszlopos fúrógépek fő- és mellékhajtóműve ékszíjtárcsás fokozathajtómű, a nagyobb gépek fogaskerekes hajtásúak.

### Sugárfúrógépek
A gépgyárakban leggyakrabban használt fúrógépek, amelyek közepes és nagyméretű munkadarabok furatainak az elkészítésére alkalmasak egyedi- és sorozatgyártásban. Az alaplapban van a hűtő-kenő folyadék. Felső részén hosszanti T-hornyok vannak az asztal, ill. a nagyméretű munkadarabok lefogásához. Az alaplapon áll az oszlop, erre csapágyazzák a hüvelyt, amely a függőleges tengely körül elforgatható. A hüvelyhez illeszkedik a szántartó kar, amely magassági irányban külön emelőmotorral mozgatható. A konzol mellső részén csúszik a fúrószán, amely fogaskerék és fogasléc segítségével mozgatható. A fúrószánba építik a fő- és mellékhajtóművet és az orsóhüvelyt a főorsóval.

### Vízszintes fúróművek
Az egyedi gépgyártás nélkülözhetetlen, egyetemes szerszámgépei a vízszintes fúróművek, mert velük több művelet végezhető egy időben, vagy egymás után dolgozó szerszámokkal. A leggyakrabban előforduló műveletek: fúrás, felfúrás, süllyesztés, dörzsárazás, furatesztergálás, beszúrás, oldalazás, sík és alakos felületek, lépcsők és hornyok marása. A vízszintes fúróművek különösen alkalmasak nagyméretű gépalkatrészek megmunkálására. Szerkezeti felépítésüket tekintve állóoszlopos mozgóasztalú és mozgóoszlopos állóasztalú kivitelűek lehetnek.